# Cerro Corá (Río Grande del Norte)
Cerro Corá es un municipio en el estado de Rio Grande do Norte (Brasil), localizado en la microrregión de la Sierra de Santana. De acuerdo con el IBGE (Instituto Brasileño de Geografía y Estadística), en el año 2010 su población era de 10 916 habitantes. Área territorial de 394 km².